# Чередники (Хорольский район)
Чередники (укр. Чередники) — село,
Ялосовецкий сельский совет,
Хорольский район,
Полтавская область,
Украина.
Код КОАТУУ — 5324888221.
Село ликвидировано в 2000 году.

## Географическое положение
Село Чередники находится на расстоянии в 1,5 км от села Кривцы.
По селу протекает пересыхающий ручей с запрудой.

## История
- 2000 — село ликвидировано[1].
- Село указано на трехверстовке Полтавской области. Военно-топографическая карта.1869 года как хутор Черняков[2]